# Lake Burrumbeet
Lake Burrumbeet är en sjö i Australien. Den ligger i delstaten Victoria, omkring 120 kilometer väster om delstatshuvudstaden Melbourne. Lake Burrumbeet ligger 378 meter över havet. Arean är 21,6 kvadratkilometer. Den sträcker sig 6,6 kilometer i nord-sydlig riktning, och 4,8 kilometer i öst-västlig riktning.
Trakten runt Lake Burrumbeet består till största delen av jordbruksmark. Runt Lake Burrumbeet är det mycket glesbefolkat, med 6 invånare per kvadratkilometer. Genomsnittlig årsnederbörd är 764 millimeter. Den regnigaste månaden är juni, med i genomsnitt 94 mm nederbörd, och den torraste är januari, med 26 mm nederbörd.